# Assassinato de Agnès Marin
Agnès Marin (26 de novembro de 1997 — 16 de novembro de 2011) era uma menina francesa de 13 anos que foi assassinada no dia 16 de novembro de 2011 em Le Chambon-sur-Lignon na França. O assassinato foi cometido por Mathieu Moulinas, de 17 anos, que na época estava em liberdade condicional enquanto aguardava julgamento por estupro de outra garota.

## Infância e educação
Agnès Marin é filha de Paola e Frederic Marin. De acordo com um amigo próximo, ela era uma boa aluna interessada em se tornar cineasta. Seus pais a matricularam no internato Cévenolles no 9.º ano depois de ser exposta a influências negativas, incluindo maconha em sua antiga escola secundária. Ela foi enterrada em seu aniversário de 14 anos, em 26 de novembro de 2011.

## Assassinato
Na quarta-feira, 16 de novembro de 2011, em Chambon-sur-Lignon, no departamento de Alto Loire, Agnès Marin, uma estudante de 13 anos do internato Les Cévenoles, foi com Mathieu Moulinas, outro estudante, que estava prestes a completar 18 anos na época, para procurar cogumelos alucinógenos em uma floresta. Uma vez lá, Moulinas estuprou e esfaqueou Marin 17 vezes antes de finalmente queimar seu corpo com a gasolina que ele havia trazido para o local anteriormente.

## Matthieu Moulinas
Matthieu Moulinas nasceu em 1993, filho de Sophie Moulinas (nascida por volta de 1969) e Dominique Moulinas (nascido por volta de 1970). Ele também tem duas irmãs, Zélie e Margaux.
Em agosto de 2010, em Gers, Moulinas havia estuprado outra jovem chamada Julie. Ele cometera o crime com um consolo que roubou de seus pais. Na ocasião da morte de Agnès Marin, o jovem estava, portanto, sob controle judicial enquanto aguardava o julgamento pelo primeiro estupro. À época do primeiro crime, ele foi examinado por um terapeuta, que o certificou como “resgatável”; o juiz o libertou sob a condição de que ele deveria fazer terapia para seus problemas psicológicos e seu uso de drogas, ir para a escola e deixar o departamento de Gers.
Das dezessete escolas em que os Moulinas se inscreveram, apenas uma, a escola Cèvenol, aceitou Matthieu. Uma vez lá, ele começou a ter desentendimentos com as autoridades da escola, incluindo um estilo gótico, marcas de tabu, beijando publicamente e acariciando sua namorada taitiana ou comprando tabaco.

## Julgamento
No seu julgamento perante a “Cour d'assises des mineurs” (pt: tribunal criminal para menores), que começou em 18 de junho de 2013 e foi mantido à porta fechada na maior parte, a pedido de Julie, apesar dos desejos da família Marin e durante o qual Matthieu reconheceu sua culpa, o procurador criticou as inúmeras deficiências das instituições e pediu ao júri que não concedesse o benefício de minoria a Moulinas, em vez de pedir 30 anos de pena e prisão civil, tendo em conta o facto de Moulinas ter problemas mentais.
Em 28 de junho de 2013, Moulinas foi condenado à prisão perpétua, uma sentença que não era cumprida contra um menor desde Patrick Dils em 1989 (que foi posteriormente exonerado em 2002). Seus advogados apelaram da sentença no dia seguinte.

### Críticas ao sistema judicial
Alguns na França criticaram as diversas falhas do sistema judicial, seja por libertar tal suspeito após três meses de prisão e colocá-lo em um internato misto ou a falta de franqueza do supervisor judicial de Moulinas sobre a quase expulsão de Moulinas por datilografia "pedo sex" em um mecanismo de busca.
Enquanto a promotoria argumentou que a escola sabia que Moulinas foi acusado de estupro, a escola afirmou não saber o motivo exato pelo qual ele estava sendo investigado. Seu pai disse que aludiu que seu filho estava sob investigação por um crime sexual. No entanto, o pai da vítima afirma que a escola sabia que Moulinas tinha problemas envolvendo "atos sexuais de agressão".

### Apelo
Em 2014-10-10, sua sentença de prisão perpétua foi confirmada pelo Tribunal de Primeira Instância, pondo fim a qualquer possibilidade de revisão dos acórdãos sobre os fatos.

## Consequências
Em 2016, os pais do assassino publicaram Parents à perpétuité: témoignage (pt: Pais perpétuos: um testemunho), um livro sobre sua experiência, que provocou protestos da família da vítima. Durante uma entrevista, os Moulinas relataram que seu filho ainda não sentia remorso.